# Marta Vieira da Silva
Marta Vieira da Silva, voetbalnaam Marta (Dois Riachos (Alagoas), 2 februari 1986) is een Braziliaans-Zweeds voetbalster. Ze speelt als aanvallende middenvelder bij Orlando Pride en het Braziliaans nationaal elftal. In 2006, 2007, 2008, 2009, 2010 en 2018 werd Marta verkozen tot Wereldvoetballer van het Jaar. Soms wordt ze ook "de vrouwelijke Ronaldinho" genoemd door haar nationaliteit en haar voetbalprestaties.

## Clubvoetbal
Marta speelde in eigen land voor CR Vasco da Gama en São Martins. In maart 2004 werd ze gecontracteerd door het Zweedse Umeå IK. Marta werd in de seizoenen 2004/2005 en 2005/2006 kampioen van de Zweedse damescompetitie Damallsvenskan met Umeå IK. In 2004/2005 werd ze met 21 doelpunten bovendien topscorer van de competitie. Verder won Marta in 2004 de UEFA Women's Cup. Mede dankzij zeven doelpunten van Marta bereikte Umeå IK in 2006 de finale van de UEFA Women's Cup, waarin Arsenal met 1-0 te sterk was. Vier van deze zeven doelpunten maakte de Braziliaanse in de dubbelontmoeting met het Noorse Kolbotn IL in de halve finales, twee in de thuiswedstrijd (6-0) en twee in de uitwedstrijd (1-5). In haar laatste competitiewedstrijd voor Umeå IK scoorde Marta zes keer tegen Bälinge, waarvan met 11-1 gewonnen werd. Eerder werd ze dat jaar opnieuw landskampioen met de Zweedse club. In 2009 verliet Marta de Zweedse club. Ze ging dan spelen voor het Amerikaanse Los Angeles Sol, dat uitkwam in de toen nieuwe WPS League. In 2010 kwam ze uit voor FC Gold Pride. Ook die club ging failliet. In 2011 kwam ze, na een korte periode bij Santos met New York Flash uit in de WPS League. In 2012 tekende ze bij Tyresö FF en keerde daarmee terug naar de Zweedse competitie.

## Nationaal elftal

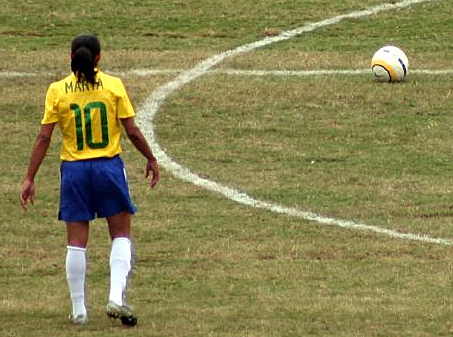
Marta, hier spelend voor Brazilië

Haar internationale doorbraak kende Marta in 2002 op het WK onder 20 in Canada. Met zeven doelpunten had ze een belangrijk aandeel in de vierde plaats van Brazilië op deze wereldbeker. In 2003 nam Marta met Brazilië deel aan het WK in de Verenigde Staten. Ze scoorde driemaal op dit toernooi. In de groepsfase benutte de Braziliaanse een strafschop tegen Zuid-Korea en scoorde ze tegen Noorwegen. In de verloren kwartfinale tegen Zweden (1-2) maakte Marta vanuit een strafschop het enige Braziliaanse doelpunt. Met Brazilië won Marta in 2004 de zilveren medaille op de Olympische Spelen van Athene. In datzelfde jaar won ze de Gouden Bal als beste speler van het WK onder 20 in Thailand. Brazilië werd op dit toernooi vierde. Marta maakte op het toernooi drie doelpunten tegen respectievelijk China en Nigeria in de groepsronde en Rusland in de kwartfinale. In 2007 haalde Marta met Brazilië de finale van het WK, waarin van Duitsland werd verloren met 2-0. Bij een 1-0 stand voor Duitsland miste Marta halfweg de tweede helft een penalty. Ze ontving de Gouden Schoen voor topscorer van het toernooi en de Gouden Bal voor beste speelster van het toernooi.

## Wereldvoetballer van het jaar
Marta werd van 2004 tot en met 2009 onderscheiden op het FIFA-gala van Wereldvoetballer van het jaar. In 2004 eindigde de Braziliaanse op de derde plaats achter de Duitse winnares Birgit Prinz en de Amerikaanse Mia Hamm. In 2005 hoefde Marta alleen Prinz nog voor zich te dulden. In 2006 werd Marta uiteindelijk verkozen tot Wereldvoetballer van het Jaar, voor de Amerikaanse Kristine Lilly en de Duitse Renate Lingor. In 2007, 2008, 2009 en 2010 prolongeerde de Braziliaanse die titel. In 2018 werd ze uitgeroepen tot The Best FIFA Women's Player.

## Erelijst
Als speelster
 Umeå
- Damallsvenskan: 2005, 2006, 2007, 2008
- Svenska Cupen: 2007
- UEFA Women's Cup: 2003/04

 Santos
- CONMEBOL Libertadores de Fútbol Femenino: 2009
- Copa do Brasil de Futebol Feminino: 2009

 Gold Pride
- WPS Championship: 2010

 Western New York Flash
- WPS Championship: 2011

 Tyresö
- Damallsvenskan: 2012

 Rosengård
- Damallsvenskan: 2014, 2015

 Brazilië
- Pan-Amerikaanse Spelen: 2003, 2007
- CONMEBOL Copa América Femenina: 2003, 2010, 2018

Individueel
- FIFA Wereldvoetbalster van het Jaar / The Best FIFA Women's Player: 2006, 2007, 2008, 2009, 2010, 2018
- Copa Libertadores de Fútbol Femenino Gouden Bal: 2009
- Damallsvenskan Topscorer: 2004, 2005, 2008
- Damallsvenskan Beste Aanvalster van het Jaar: 2007, 2008
- Wereldkampioenschap voetbal vrouwen onder 20 Gouden Bal: 2004
- Wereldkampioenschap voetbal vrouwen Gouden Bal: 2007
- Wereldkampioenschap voetbal vrouwen Gouden Schoen: 2007
- Women's Professional Soccer Most Valuable Player: 2009, 2010
- Women's Professional Soccer Golden Boot: 2009, 2010, 2011
- Women's Professional Soccer Championship Most Valuable Player: 2010
- Zuid-Amerikaans kampioenschap voetbal vrouwen topscorer: 2010
- Sports Illustrated Top 20 Female Athletes of the Decade (2000–2009) (#7)
- UEFA Beste Speelster in Europa: zevende plek in 2014
- FIFPro: FIFA FIFPro World XI 2016
- IFFHS World's Best Woman Playmaker: 2012
- IFFHS Women's World Team (1): 2018

- Bibsys: 1585570378625
- Gemeinsame Normdatei: 1169798195
- International Standard Name Identifier: 0000 0000 7750 7759
- Library of Congress Control Number: n2010010198
- LIBRIS: 385873
- Virtual International Authority File: 107921015
- WorldCat: E39PBJv4hDwtcGYhT9tQrP6h73